# Luke Roberts
Luke Roberts (ur. 25 stycznia 1977 w Adelaide) – australijski kolarz szosowy i torowy, mistrz olimpijski, trzykrotny mistrz świata.
Trzykrotnie startował w igrzyskach olimpijskich. Jest złotym medalistą igrzysk olimpijskich w Atenach (2004) w drużynowym wyścigu na 4000 m na dochodzenie i zdobywcą piątego miejsca indywidualnie podczas tych igrzysk, trzykrotny złoty medalista mistrzostw świata w drużynowym wyścigu na dochodzenie (2002, 2003, 2004).
Ściga się również na szosie. Startował w wielkich tourach, dwukrotnie ukończył Tour de France, dwukrotnie też zajmował miejsca w czołowej dziesiątce na etapach tego największego wyścigu na świecie. Obecnie jest zawodnikiem duńskiego zespołu Team Saxo Bank.

## Najważniejsze zwycięstwa i sukcesy (tor)
- 1998
  - złoty medal w drużynowym wyścigu na dochodzenie podczas igrzysk Wspólnoty Narodów
  -  mistrzostwo kraju w drużynowym wyścigu na dochodzenie
- 1999
  -  mistrzostwo kraju w indywidualnym wyścigu na dochodzenie
  -  mistrzostwo kraju w drużynowym wyścigu na dochodzenie
- 2000
  -  mistrz kraju w indywidualnym wyścigu na dochodzenie
- 2002
  - złoty medal w drużynowym wyścigu na dochodzenie podczas igrzysk Wspólnoty Narodów
  -  mistrz świata w drużynowym wyścigu na dochodzenie (z Peterem Dawsonem, Brettem Lancasterem i Stephenem Wooldridgem)
- 2003
  -  mistrz świata w drużynowym wyścigu na dochodzenie (z Peterem Dawsonem, Brettem Lancasterem i Graemem Brownem)
- 2004
  -  mistrz olimpijski w drużynowym wyścigu na dochodzenie (z Bradleyem McGee, Brettem Lancasterem i Graemem Brownem)
  -  mistrz świata w drużynowym wyścigu na dochodzenie (z Peterem Dawsonem, Ashleyem Hutchinsonem i Stephenem Wooldridgem)

## Najważniejsze zwycięstwa i sukcesy (szosa)
- 2001
  - 1. miejsce na 4. etapie Tour Down Under
- 2002
  - 1. miejsce w Tour of Tasmania
- 2003
  - 1. miejsce w Giro del Capo
  - 2. miejsce w Herald Sun Tour
- 2004
  - 1. miejsce na 6. etapie w Tour de Normandie
  - 1. miejsce na 1. etapie w Dookoła Nadrenii i Palatynatu
  - 9. miejsce w Tour Down Under
- 2005
  - 7. miejsce na 18. etapie w Tour de France
- 2006
  - 3. miejsce w Dookoła Bawarii
- 2007
  - 3. miejsce w Tour of Berlin
  - 6. miejsce w Tour Down Under
- 2010
  - 1. miejsce na 3. etapie Dookoła Murcji
  - 5. miejsce w Tour Down Under
  - 5. miejsce na 15. etapie w Tour de France
- 2011
  - 10. miejsce w Tour Down Under
    - zwycięzca klasyfikacji górskiej